# Dipodomys heermanni
Espèce
Statut de conservation UICN

 LC  : Préoccupation mineure
Dipodomys heermanni est une espèce de rongeurs de la famille des Heteromyidae. C'est un petit mammifère qui fait partie des rats-kangourous d'Amérique. 
L'espèce a été décrite pour la première fois en 1853 par un naturaliste américain, John Eatton Le Conte (1784-1860).

## Répartition et habitat
Il est endémique de la Californie aux États-Unis. Il vit dans les prairies sèches et rocailleuses ainsi que dans les chaparrals ouverts.

## Liste des sous-espèces
Selon Mammal Species of the World (version 3, 2005)  (2 juin 2016) et ITIS (2 juin 2016) :
- sous-espèce Dipodomys heermanni arenae
- sous-espèce Dipodomys heermanni berkeleyensis
- sous-espèce Dipodomys heermanni dixoni
- sous-espèce Dipodomys heermanni goldmani
- sous-espèce Dipodomys heermanni heermanni
- sous-espèce Dipodomys heermanni jolonensis
- sous-espèce Dipodomys heermanni morroensis
- sous-espèce Dipodomys heermanni swarthi
- sous-espèce Dipodomys heermanni tularensis

Selon NCBI (2 juin 2016) :
- sous-espèce Dipodomys heermanni arenae
- sous-espèce Dipodomys heermanni morroensis